# ルー・クリスティ
ルー・クリスティ（Lou Christie、1943年2月19日 - 2025年6月18日）は、アメリカ合衆国の男性歌手、シンガーソングライターである。1960年代にファルセットが特徴的な楽曲を複数ヒットさせた。

## 略歴
1962年、女性ミュージシャンのトゥイラ・ハーバートと共同制作した『悲しきジプシー占い（英語: The Gypsy Cried (song)）』で地元レコード会社からデビューする。同曲がルーレットレコード
から再発売され全米24位を記録する。
1963年、『悲しき笑顔（英語: Two Faces Have I）』が全米6位を記録する。
1965年、『恋のひらめき』（MGMレコード）が全米1位を記録する。
1969年発表のアルバム『I'm Gonna Make You Mine』（ブッダ・レコード）収録曲の『魔法（She Sold Me Magic）』が全英25位、オリコン総合チャートで7位のヒットを記録する。
1986年、レスリー・ゴーアとのデュエットメドレー『Since I Don't Have You/It's Only Make Believe』（米マンハッタンレコード）を発売する。
がんとの闘病の末、2025年6月18日の朝に死去。82歳没。

## エピソード
ジョン・レノンが「影響を受けたミュージシャンの一人である」と公言している。